# 設計愛情
《設計愛情》（羅馬化：Rap (Rak) Okbaep），是一部由VelCurve Studio製作，吉蒂薩克·奇瓦薩賈薩坤執導，素帕薩拉·他那差與玫緹卡·吉勒諾拉帕領銜主演的泰國職場愛情劇。此劇講述兩位曾相愛的女性建築師因設計比賽產生競爭，從戀人變為商業對手的故事，預計2025年播出。

## 劇情簡介
“Okbaeb”是一位充滿抱負的年輕女子，她渴望證明自己的實力，立志向曾經竊取她作品的學姊 “Mind”復仇。然而，事情卻變得更加複雜，因為她遇見了天才建築師“Rin”，這個突如其來的存在，不僅擾亂了她的計畫，更動搖了她的心。

## 演員陣容
註：括號內的演員姓名為小名。

### 主要演員
- 素帕薩拉·他那差（Kao） 飾演 Okbaeb
- 玫緹卡·吉勒諾拉帕（Jane） 飾演 Rin

### 次要演員
- 瑪緹拉·丹迪布拉素（Yam） 飾演 Mind

## 製作
2025年3月2日，VelCurve Studio 宣布製作全新 GL 劇集《Real Estate Agency》，並由實力派演員素帕薩拉·他那差與玫緹卡·吉勒諾拉帕擔任主演，兩人此前已在歌手古拉瑪·薩拉薩的MV〈"แค่เอาคืน"〉（Kae Ao Khuen）中扮演情侶。
2025年3月28日，發布首支劇情預告。

## 外部連結
- 《設計愛情》的Instagram帳戶（泰文）